# Cristian Lucero
Cristian Alfredo Lucero (Mendoza, Argentina; 1 de octubre de 1987) es un futbolista argentino que juega como delantero y su equipo actual es el Almopos Aridea de la Football League de Grecia.

## Trayectoria
Lucero jugó para la academia juvenil de Independiente Rivadavia después de unirse a la edad de siete años. Comenzó su carrera de Liga Mayor en 2004 con Sportivo Estudiantes en el Torneo Argentino B, después de haber marcado un gol en trece juegos para el equipo de San Luis estuvo a un paso de renunciar con Independiente Rivadavia. Su segunda temporada terminó con el ascenso a Primera B Nacional. Sin embargo, Lucero no lo hizo característico en el segundo nivel cuando salía a Juventud Unida Universitario, por lo tanto se queda en el Torneo Argentino A, luego se trasladó al Deportivo Guaymallén y al Sportivo Patria. En este punto, también había jugado con el Deportivo Algarroba.
Lucero jugó para Andes Talleres en la tercera división 2012-13, anotando cuatro goles mientras experimentaban el descenso. Posteriormente pasó un tiempo con Deportivo Montecaseros y Gutiérrez hasta 2016, con este último ascendió al Torneo Federal A donde anotó veinte goles en cincuenta y cuatro apariciones. Lucero tuvo una corta temporada con Huracán Las Heras en el Torneo Federal B hasta finalizar 2016, anotando doce veces en veintiuno. El 3 de noviembre de 2017 se reincorporó a Independiente Rivadavia ahora en la Primera B Nacional, su primera aparición en la liga se produjo el 5 de noviembre ante Flandria.
En septiembre de 2020, se unió al ENTHOI Lakatamia FC de la Segunda División de Chipre.

## Clubes
| Club                         | País      | Año             |
| ---------------------------- | --------- | --------------- |
| Estudiantes de San Luis      | Argentina | 2004 - 2005     |
| Independiente Rivadavia      | Argentina | 2005 - 2007     |
| Juventud Unida Universitario | Argentina | 2007 - 2008     |
| Deportivo Guaymallén         | Argentina | 2008            |
| Sportivo Patria              | Argentina | 2009            |
| Andes Talleres               | Argentina | 2012 - 2013     |
| Deportivo Montecaseros       | Argentina | 2013 - 2014     |
| Gutiérrez                    | Argentina | 2014 - 2016     |
| Huracán Las Heras            | Argentina | 2016            |
| Independiente Rivadavia      | Argentina | 2017 - 2019     |
| Huracán Las Heras            | Argentina | 2019 - 2020     |
| ENTHOI Lakatamia FC          | Chipre    | 2020            |
| Almopos Aridea               | Grecia    | 2020 - presente |